# Stockacher Aach
La Stockacher Aach est une rivière allemande, longue de 25 km, qui coule dans le sud du land de Bade-Wurtemberg et se jette dans l'Obersee, la plus grande partie du lac de Constance.

## Source
- (de) Cet article est partiellement ou en totalité issu de l’article de Wikipédia en allemand intitulé « Stockacher Aach » (voir la liste des auteurs).